# Aussichtswagen

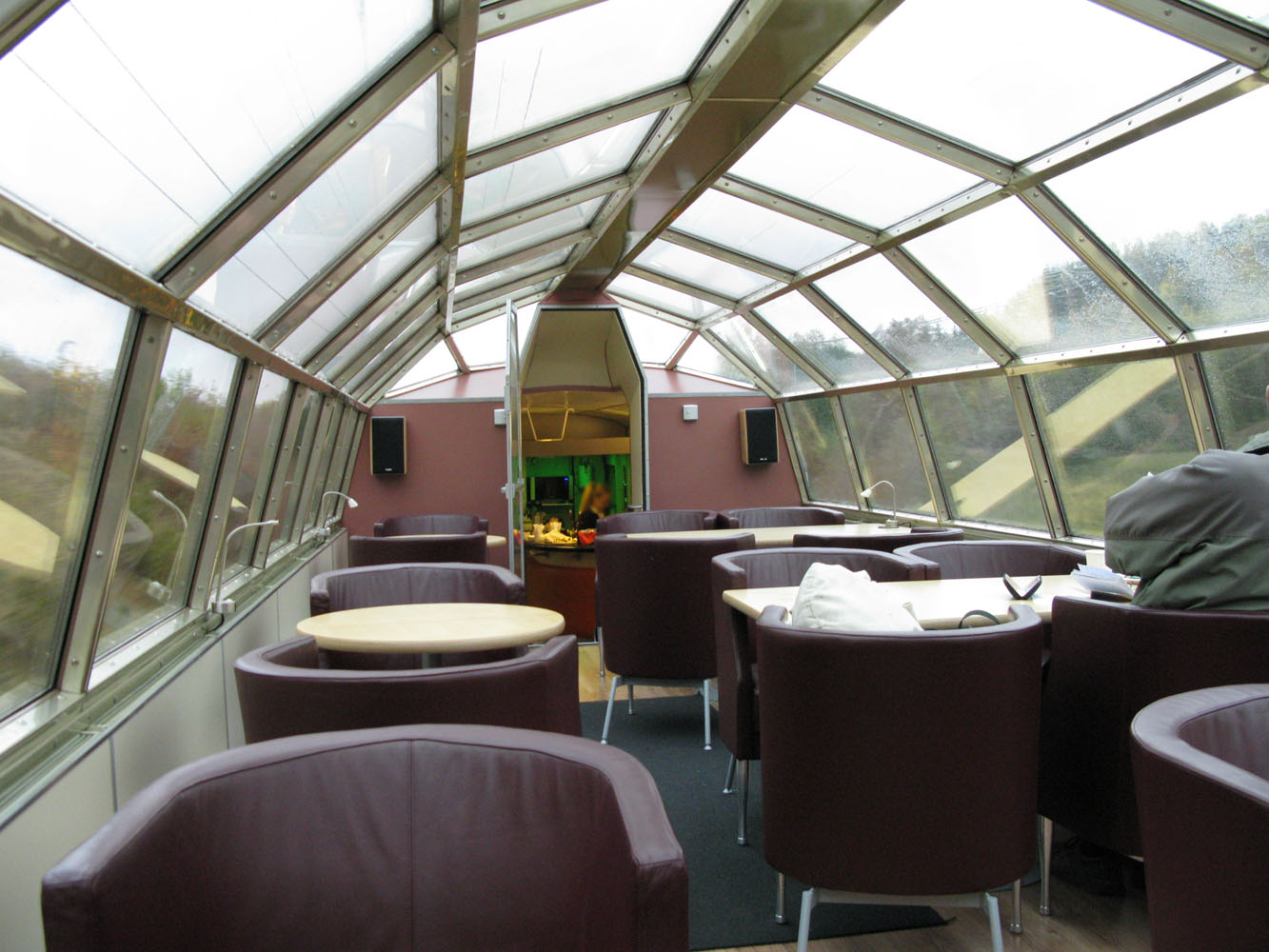
Innenansicht eines Netrail P1 in Stockholm, Schweden

Als Aussichtswagen oder Panoramawagen wird ein Reisezugwagen oder Triebwagen bezeichnet, der mit überdurchschnittlich großen Fenstern ausgerüstet wurde, um eine gute Aussicht auf Landschaften und Sehenswürdigkeiten entlang der Strecke zu ermöglichen. Auch offene Sommerwagen werden mitunter so bezeichnet, unterscheiden sich jedoch konstruktiv erheblich von den hier behandelten Fahrzeugen. In der Schweiz gibt es für Züge mit Aussichtswagen eine eigene Zuggattung, den Panorama Express, kurz PE.

## Dome Cars

### USA und Kanada

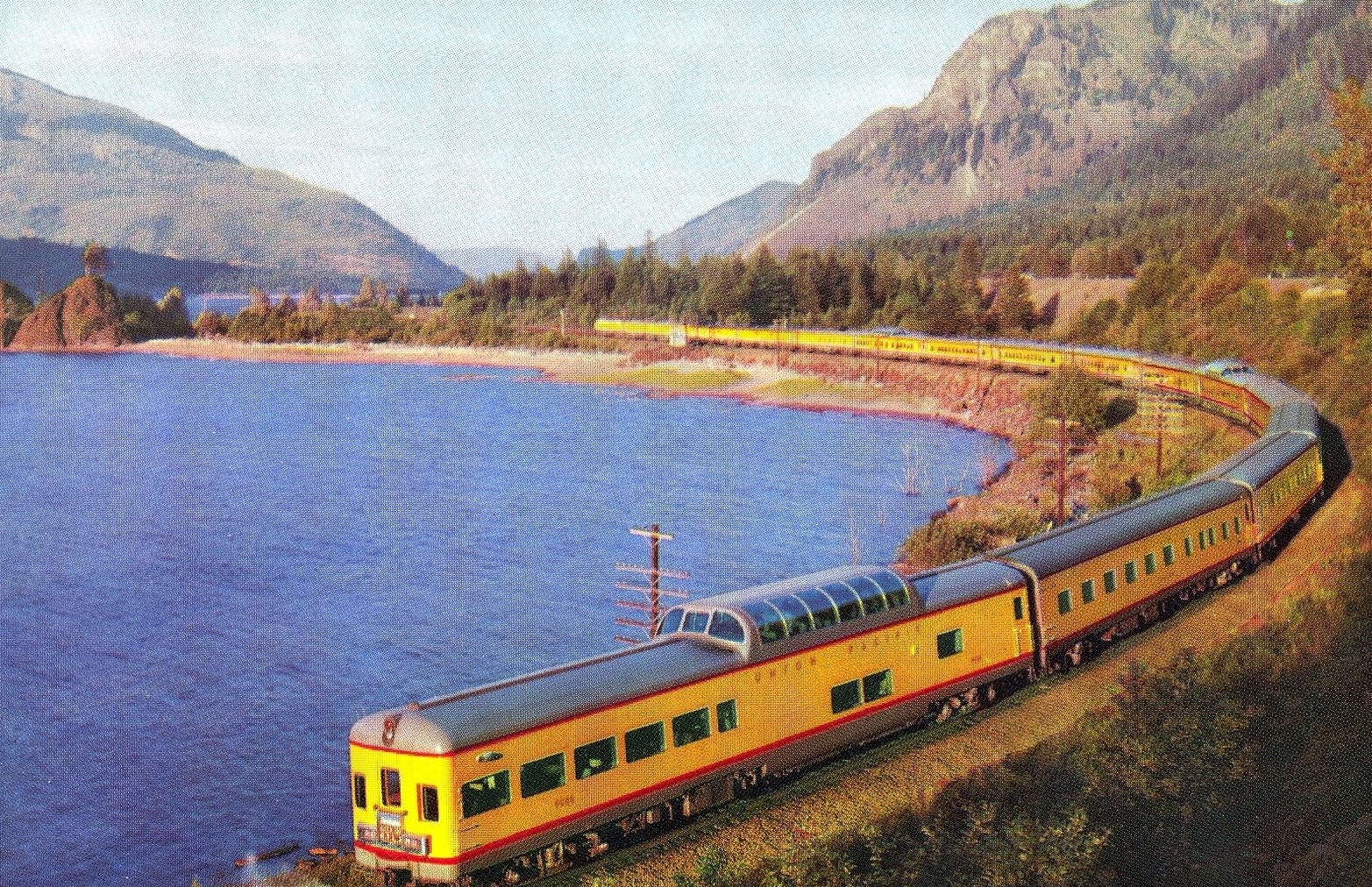
Dome car der Union Pacific Railroad

Überwiegend in Nordamerika verbreitet waren Wagen mit einer verglasten Aussichtskanzel, die die Dächer des übrigen Zuges überragt und damit eine Aussicht nicht nur zur Seite und nach oben, sondern auch nach vorne und hinten erlaubt. Erste Fahrzeuge dieser Art wurden um 1890 in Dienst gestellt. Der Wagenboden im Bereich der Aussichtskanzel ist erhöht, was einen Blick über das Zugdach ermöglicht; darunter ist Platz etwa für Diensträume, eine Küche oder Bar, teilweise auch Schlafabteile. Der Fahrzeugtyp war in den nordamerikanischen Fernzügen zwischen 1940 und 1970 sehr verbreitet. Neben der ursprünglichen Form, bei der die Aussichtskanzel weniger als die halbe Wagenlänge einnimmt, wurden auch Wagen gebaut, deren Aussichtskanzel fast über die gesamte Wagenlänge geht, teilweise als Super Domes bezeichnet. Für Strecken mit kleinerem Lichtraumprofil im Nordosten der USA wurden einzelne niedrigere Aussichtswagen wie die Sun-Lounge- und Strata-Dome-Wagen gebaut.
VIA Rail Canada betreibt insgesamt 30 klassische Aussichtswagen, davon 14 Kanzelwagen für den Zugschluss, und setzt diese in touristisch ausgerichteten Langstreckenzügen ein. Im planmäßigen Verkehr der Amtrak wurden die Züge mit Aussichtswagen inzwischen von Superliner-Garnituren abgelöst; der letzte Aussichtswagen mit langer Aussichtskanzel namens Ocean View wurde bis 2019 außerplanmäßig an einstöckige Züge angehängt und danach verkauft. Planmäßig im Einsatz sind solche Fahrzeuge heute noch bei der Grand Canyon Railway.
Für den Sonderzugeinsatz werden zahlreiche Aussichtswagen verschiedener Bauarten von privaten Betreibern betriebsfähig erhalten.

### Deutschland

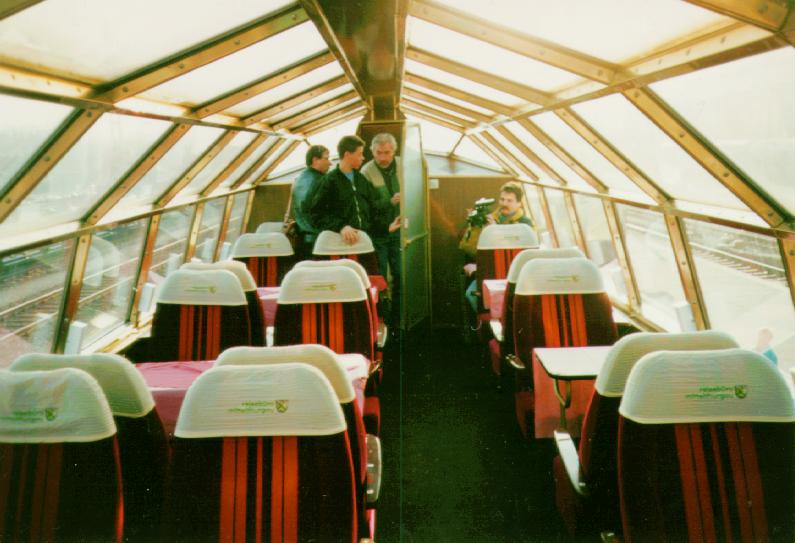
Innenraum eines ehemaligen Rheingold-Aussichtswagens

In den Jahren 1962 und 1963 beschaffte die Deutsche Bundesbahn insgesamt fünf Aussichtswagen des Typs AD4üm-62 nach US-amerikanischem Vorbild für die TEE-Züge Rheingold und Rheinpfeil neue Zuggarnituren. Bei ihnen befanden sich unter der mittigen Aussichtskanzel mit 22 Sitzplätzen Maschinen-, Post- und Gepäckräume, an einem Wagenende zwei normale Abteile, ein Zugsekretariat und eine Telefonkabine und am anderen Ende eine Bar. Die ersten drei Wagen mit Rheingold-Aufschrift hatten acht Fensterreihen, die 1963 nachgelieferten beiden Wagen für den Rheinpfeil (mit Aufschrift Deutsche Bundesbahn) vier große Fensterreihen. Gebaut wurden die Wagen bei Wegmann in Kassel.

### Österreich
In den Sommern 1912 und 1913 liefen Aussichtswagen der Canadian Pacific Railway auf den Gebirgslinien der k.k. Staatsbahnen, das heißt auf der Arlberg-, Tauern- und Karawankenbahn. Sie erreichten dabei Salzburg, Innsbruck, Buchs, Villach und Triest. Der Betrieb wurde mit Kriegsbeginn 1914 eingestellt.
Einer der Salonwagen der schmalspurigen Mariazellerbahn verfügte über Panoramafenster, dieses Fahrzeug benützte Kaiser Franz Joseph I. bei seiner Fahrt nach Mariazell am 24. September 1910. In den 1990er Jahren wurde wieder ein Salonwagen mit Panoramafenstern in Betrieb genommen, seit der Sommersaison 2014 verkehren auf dieser Strecke Panoramawagen ähnlich denen der Rhätischen Bahn.

## Offene Fahrzeuge

### Österreich
In Österreich wurden schon sehr früh derartige Aussichtswagen eingesetzt, offene Sommerwagen ohne Dachaufbau. Trotz der Einfachheit der Konstruktion und des geringen Komforts wurde versucht, sie als Fahrzeuge 1. Klasse zu vermarkten. Vorwiegend aufgrund der Rauchbelästigung durch die Dampflokomotiven war ihnen aber kein dauerhafter Erfolg beschieden. Für die Mittenwaldbahn beispielsweise wurden 1932 zwei ehemalige Wiener Stadtbahnwagen entsprechend adaptiert. Im selben Jahr wurde auch ein offener Vierachser in Dienst gestellt. Schon seit 31. Juli 1931 liefen – mit großem Erfolg – drei offene, auf Güterwagen basierende Aussichtswagen auf der schmalspurigen, 1911 elektrifizierten Mariazellerbahn. Einer der Wagen wurde vom Club Mh.6 originalgetreu restauriert und wird seit 2020 wieder eingesetzt.

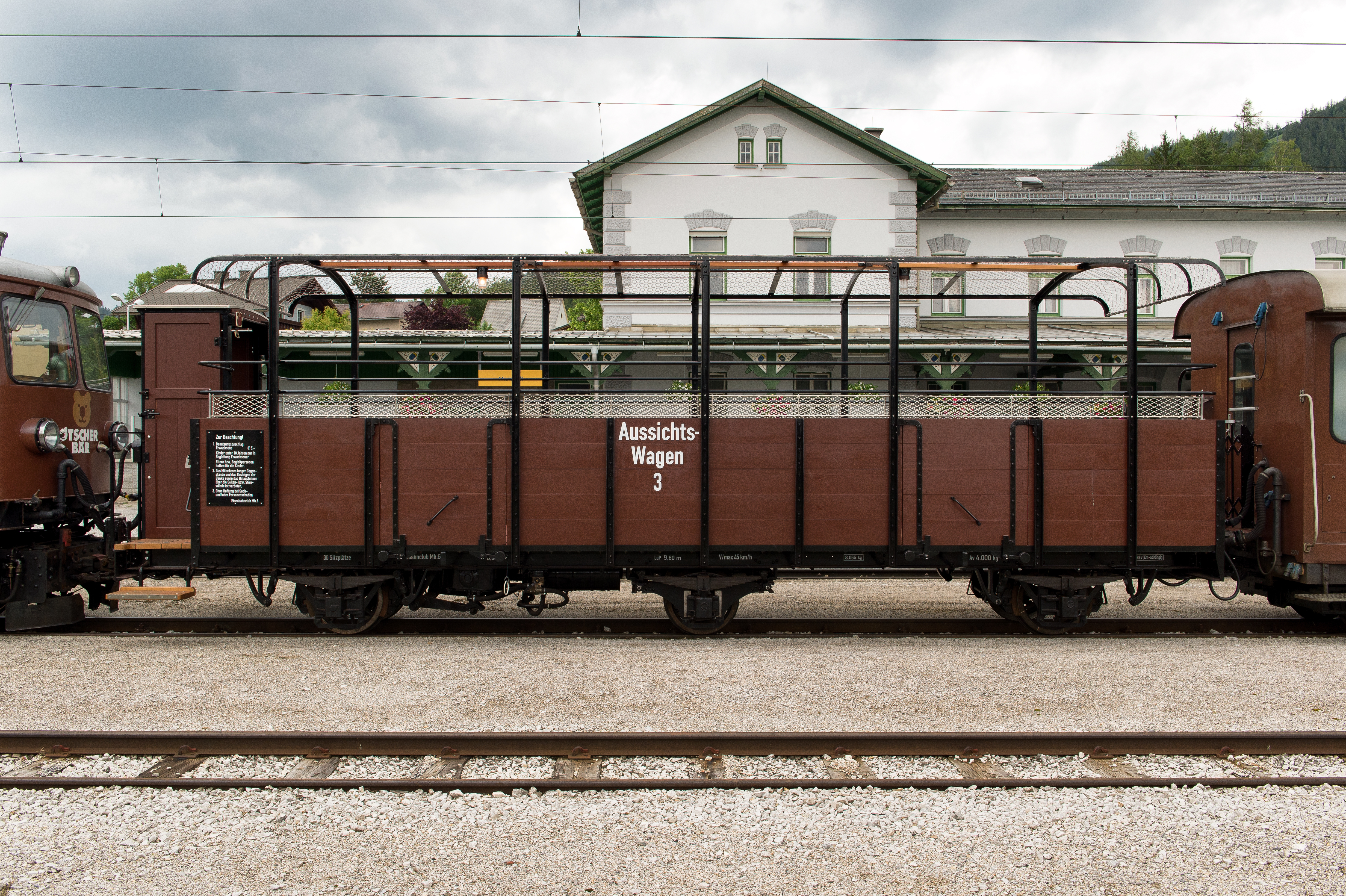
Der restaurierte Aussichtswagen A3 der Mariazellerbahn

### Schweiz
Die Rhätische Bahn setzt in den Sommermonaten Juli und August offene Aussichtswagen auf der Arosalinie, der Berninabahn, der Bahnstrecke Davos Platz–Filisur und auf der Strecke Landquart–Ilanz durch die Rheinschlucht ein. Die zweiachsigen Wagen sind auffällig gelb lackiert und tragen in Rot eine große Aufschrift in einer der drei im Kanton Graubünden vertretenen Landessprachen: Aussichtswagen auf Deutsch, Vagun panoramic in Rätoromanisch oder Carozza panoramica in Italienisch. Die Wagen sind mit Holzbänken mit klappbaren Rückenlehnen ausgestattet. Ein weißes Metallgestell schützt die Fahrgäste, falls die Fahrleitung auf das Fahrzeug fallen sollte, ein kleines Dach in der Mitte schützt vor dem Schmutz der Fahrleitung.
Offene Aussichtswagen verkehren auch bei den Appenzeller Bahnen auf der Rorschach-Heiden-Bergbahn und auf der Strecke Altstätten–Gais.

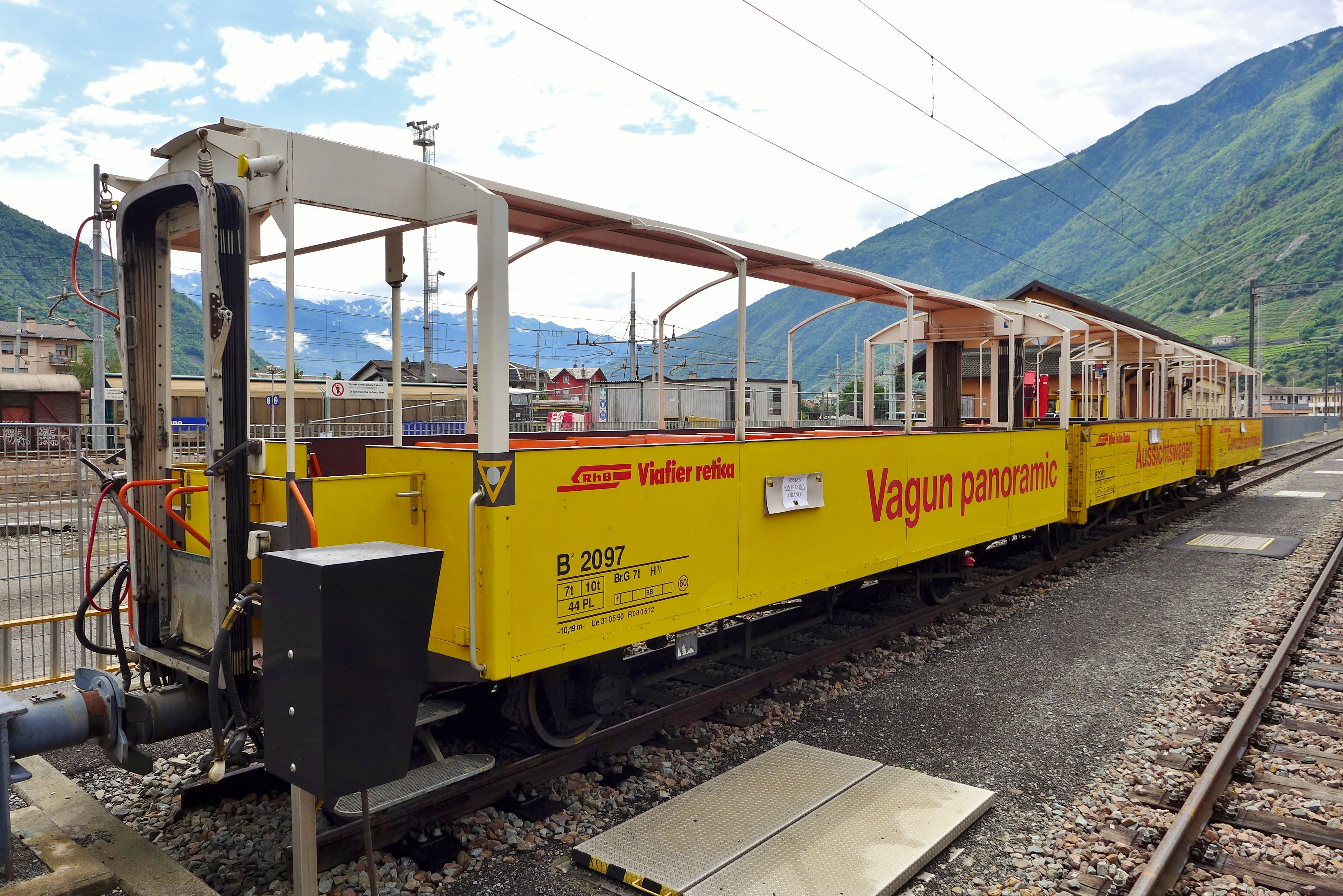
RhB Aussichtswagen B2 2097
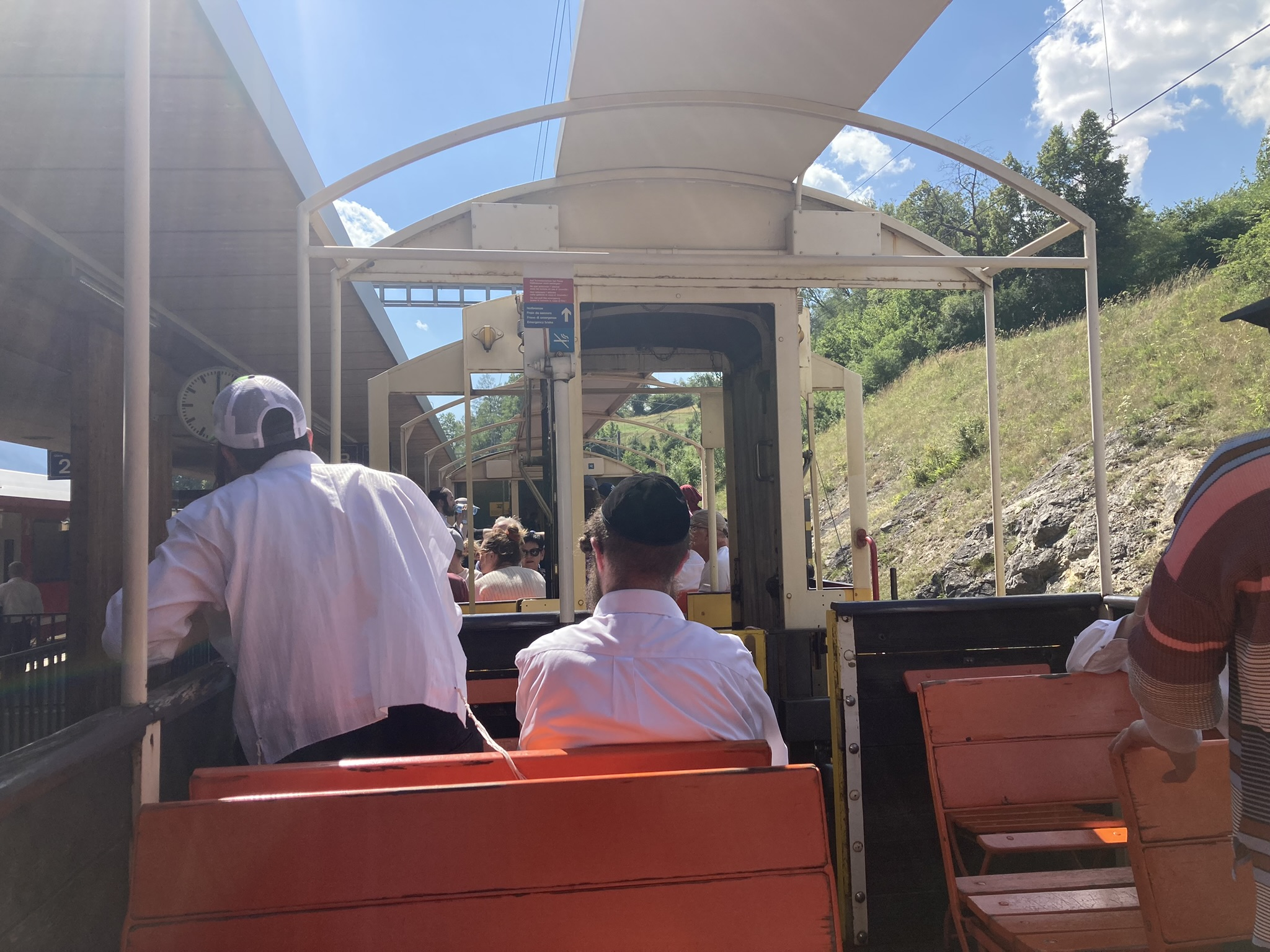
Innenansicht RhB
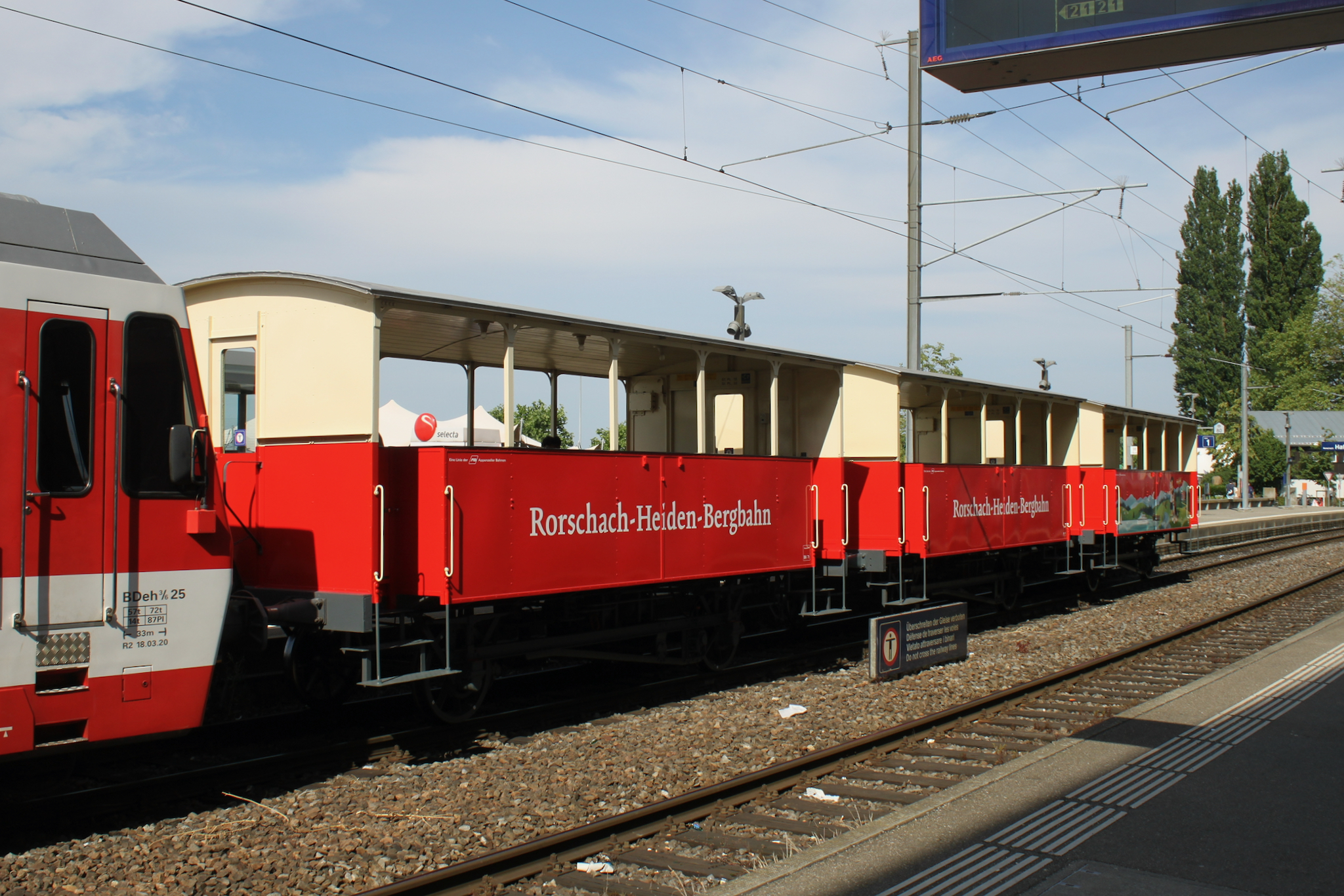
Rorschach-Heiden-Bergbahn
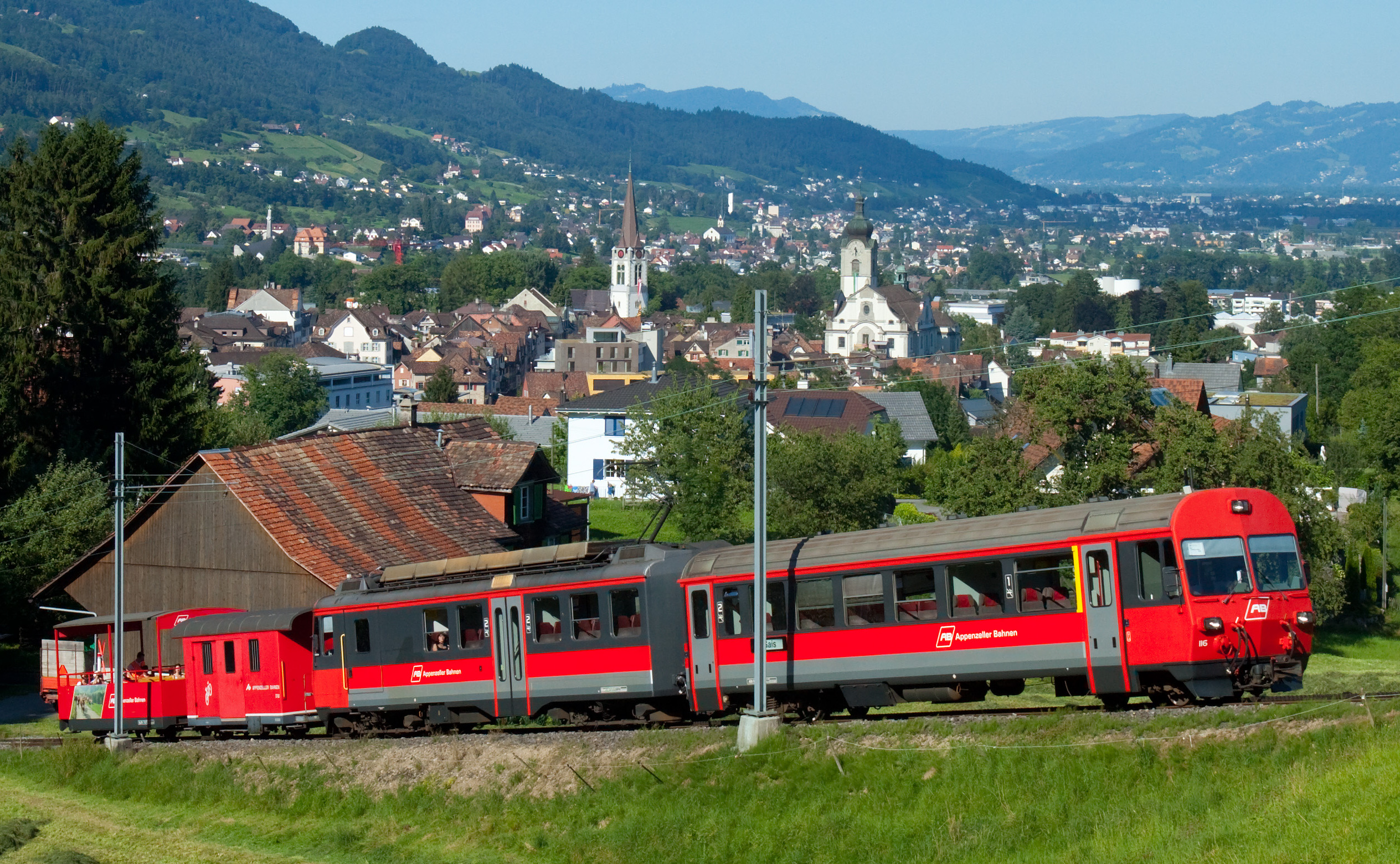
Zug mit Aussichtswagen auf der Strecke Altstätten–Gais

### Deutschland
In Deutschland setzt die Sächsische Dampfeisenbahn GmbH in den Sommermonaten regelmäßig offene Aussichtswagen auf ihren 750-mm-spurigen Strecken im Lößnitzgrund, im Weißeritztal und nach Oberwiesenthal ein, die zum normalen Tarif benutzt werden dürfen.
Auch die Harzer Schmalspurbahnen bieten saisonal einen Schienencabriowagen an. Hier wird ein geringer Zuschlag berechnet. Die Jagsttalbahn hat einen Sommerwagen. Ähnliches gilt für die Selfkantbahn. Bei der U-Bahn Berlin gibt es naturgemäß kaum Aussicht – aber einen Cabriowagen.

### Andere Länder
„Halboffene“ Fahrzeuge, das heißt offen, aber mit Dach, verkehren im neuseeländischen TranzAlpine und auf der Bahnstrecke Colombo–Badulla in Sri Lanka. Eingesetzt werden sie dort von dem privaten Anbieter Expo Rail, sind aber in planmäßige Züge eingestellt. In Frankreich werden solche Fahrzeuge auf der Ligne de Cerdagne eingesetzt.

## Kanzelwagen

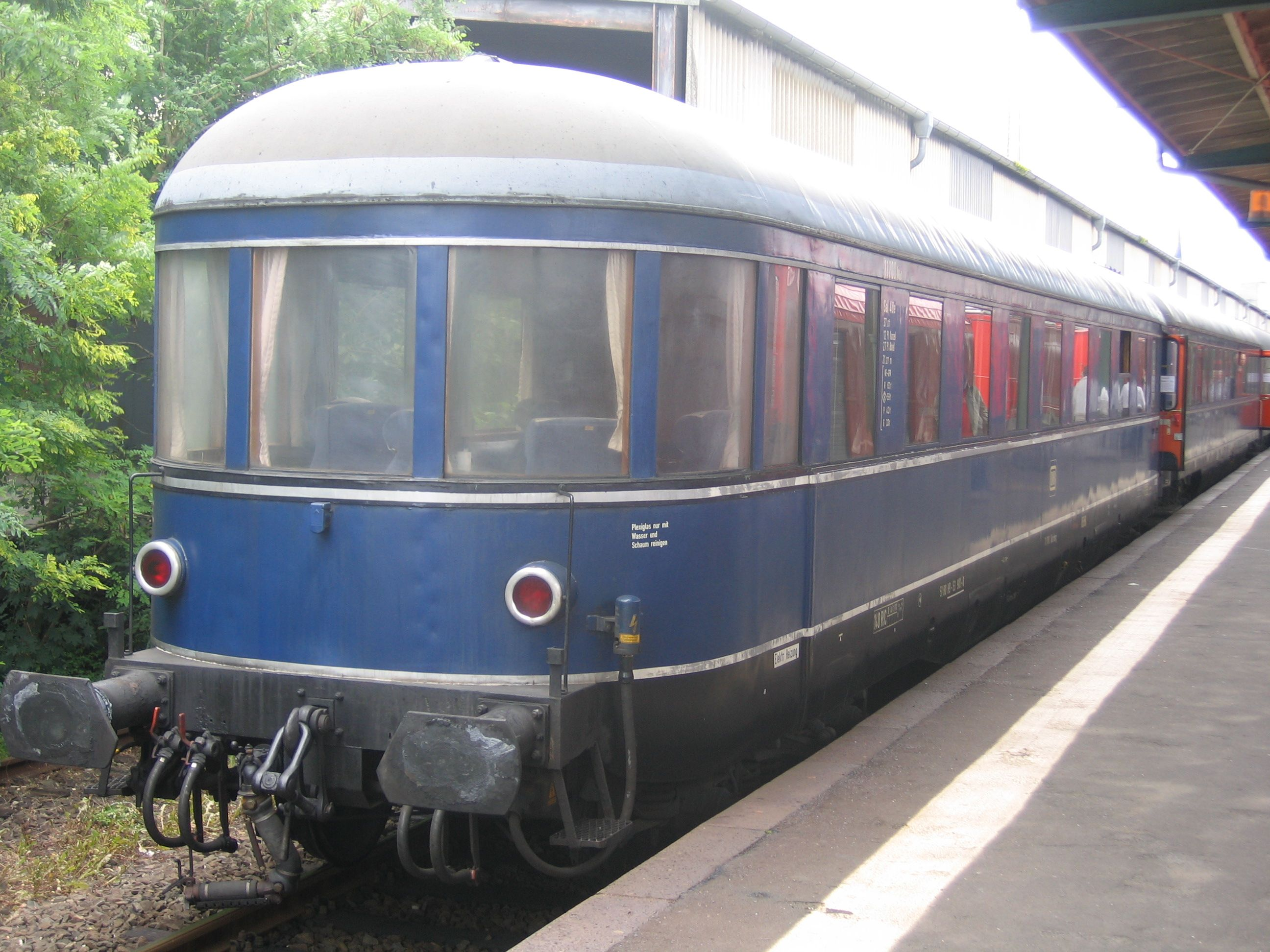
Kanzelwagen des Gegenzuges der Henschel-Wegmann-Garnitur im Einsatz für den Blauen Enzian

Kanzelwagen sind Aussichtswagen, die am Zugschluss eingesetzt werden und dort ein Aussichtsabteil bieten. Abgeleitet ist dieser Fahrzeugtyp von US-amerikanischen Observation Cars. 

## Fahrzeuge mit großen Fensterscheiben

### Wagen
In Österreich stellten verschiedene Bahngesellschaften vor 1914 Aussichtswagen in ihre Züge ein. Höhepunkt waren Aussichtswagen, die ab 1912 bis zum Ausbruch des Ersten Weltkriegs auf folgenden Linien angeboten wurden:
- Wien über Salzburg nach Innsbruck,
- Salzburg über Villach nach Triest und
- Innsbruck nach Buchs.

Von Reisenden der 1. oder 2. Klasse konnten sie gegen einen Zuschlag genutzt werden.

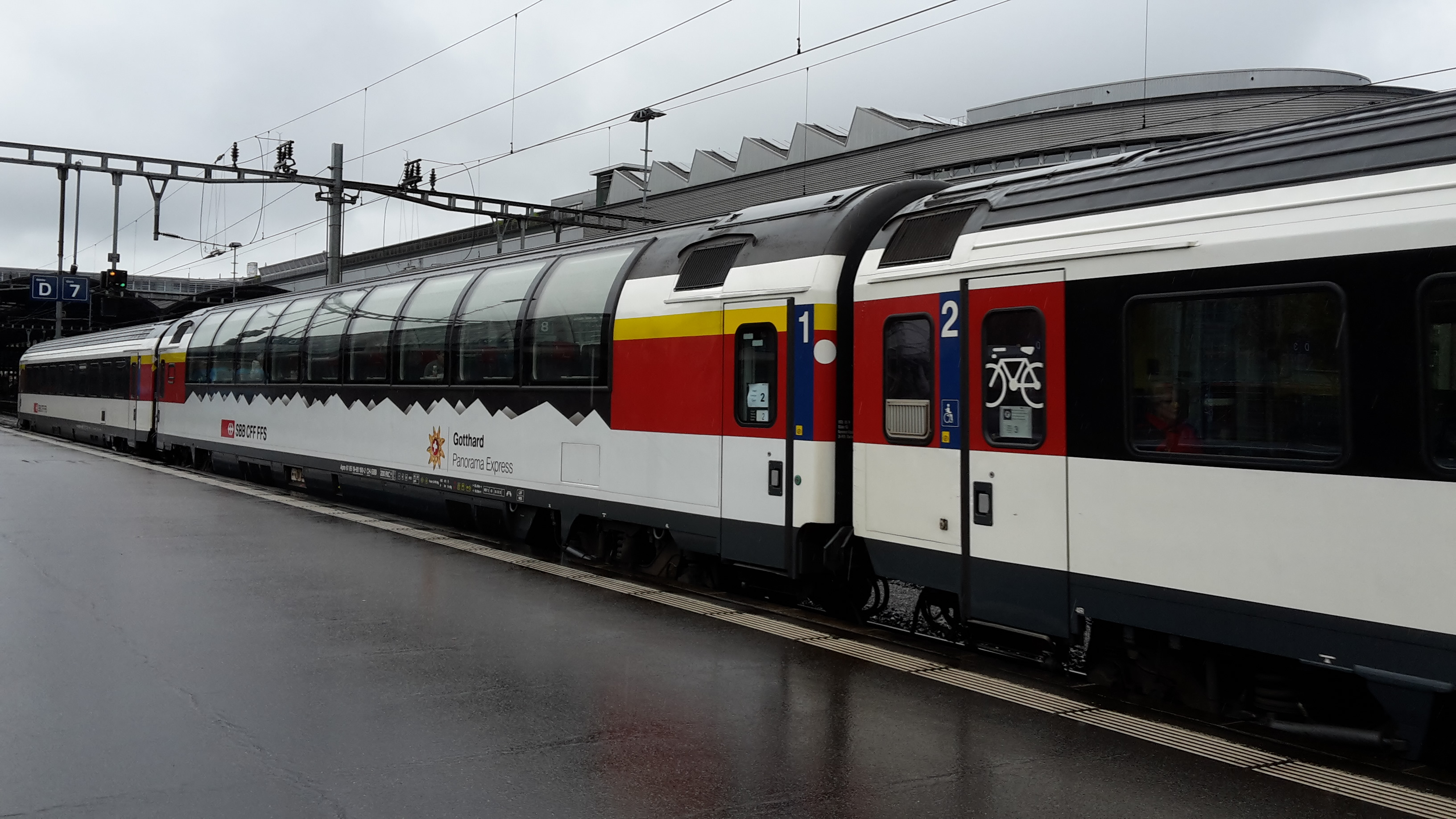
SBB-Panoramawagen im IR 2319 (Basel SBB – Locarno)

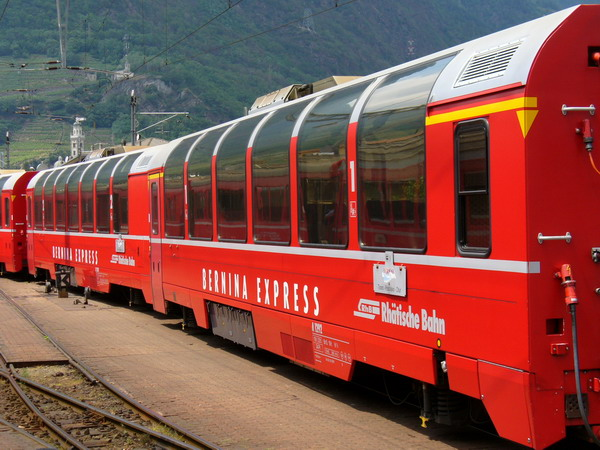
Panoramawagen des Bernina-Express

Überwiegend in der Schweiz anzutreffen sind Wagen mit einem Fußboden in normaler Höhe oder nur leicht angehoben und großen Aussichtsfenstern über die ganze Wagenlänge, die in den Dachbereich übergehen (mit abgewinkelten Oberlichtern oder gekrümmten Fensterscheiben). Mehrere Schmalspurbahnen haben solche Wagen beschafft, darunter Montreux-Berner Oberland-Bahn, Matterhorn-Gotthard-Bahn, Rhätische Bahn und Brünigbahn. Sie laufen in touristischen Zügen wie dem Glacier-Express, dem Bernina-Express und dem Golden-Pass. Seit 2014 betreibt auch die österreichische Mariazellerbahn vier Panoramawagen, die von denen des Glacier-Express abgeleitet sind.
Die Schweizerischen Bundesbahnen beschafften 1991/1992 zwölf Panoramawagen der Gattung Apm 61 Pano, die RIC-fähig und für eine Geschwindigkeit von 200 km/h geeignet sind. Diese Wagen werden vor allem in regulären EuroCity-Zügen eingesetzt und sind für Fahrgäste der ersten Wagenklasse benutzbar. So wie bei den MOB-Wagen wurde die Fußbodenhöhe gegenüber den anderen Wagen erhöht, um die Aussicht für Reisende zu verbessern.
Im Schweizer Kursbuch werden Züge, die Panoramawagen mitführen, mit einem eigenen Piktogramm gekennzeichnet: 

### Führeraussichtswagen
Für den Sonderzug von Adolf Hitler baute die Waggonfabrik Fuchs in Heidelberg 1939 einen mit Ausnahme der Plattform und des Thekenbereichs in der oberen Hälfte verglasten Aussichtswagen (Bln 10 282), in der Literatur auch Führeraussichtswagen genannt. Der mittlere Teil des Glasdachs konnte aufgeschoben werden. Ausgestattet wurde der Wagen durch die Vereinigten Werkstätten für Kunst im Handwerk in München. Nach dem Zweiten Weltkrieg lief der Wagen zunächst in dem US-amerikanischen Dienstzug A 300. 1953 wurde der Wagen den Österreichischen Bundesbahnen übergeben, die ihn in einen Oberbaumesswagen umbauten.

### Triebwagen

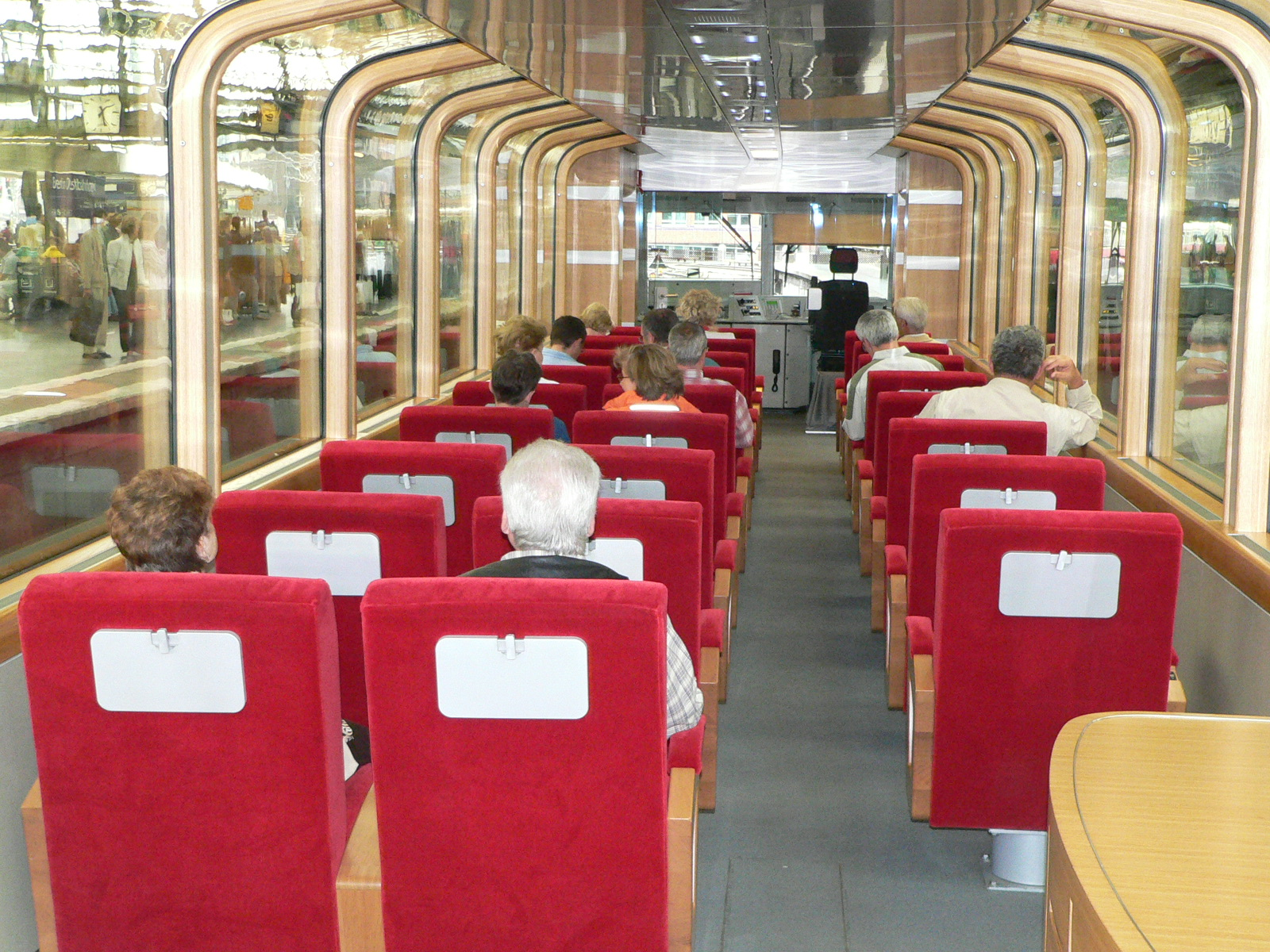
Innenraum der Berliner Panorama-S-Bahn

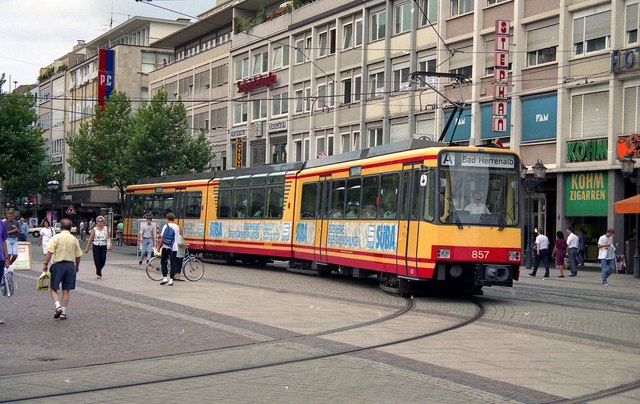
Panorama-Mittelteil bei einer Karlsruher Stadtbahn

In Deutschland wurde der erste Triebwagen mit Vollverglasung 1935 der Öffentlichkeit vorgestellt. Insgesamt wurden nur zwei Exemplare der als ET 91 bezeichneten Baureihe gefertigt. Ihrem Aussehen entsprechend wurden sie als Gläserner Zug bezeichnet. Der jüngere der beiden Wagen, ET 91 02, kam noch während des Zweiten Weltkriegs zu Schaden, ET 91 01 verkehrte dagegen noch bis 1995 regelmäßig mit Ausflugsfahrten ab München Hbf in Südbayern und Österreich, als auch er durch einen Frontalzusammenstoß mit einer Lokomotive im Bahnhof Garmisch-Partenkirchen zerstört wurde. Die Reste dieses Fahrzeuges sind im Bahnpark Augsburg ausgestellt. Mit dem 137 240 wurde 1936 auch ein dieselgetriebener Aussichtstriebwagen gebaut, 1939 wurden zwei weitere 137 462/463 in Dienst gestellt.
Die Idee des Gläsernen Zuges wurde bei der Berliner S-Bahn aufgegriffen. Diese baute aus drei Einzelwagen der Baureihe 477 die „Panorama-S-Bahn“, die zum 75-jährigen Bestehen Berliner S-Bahn vorgestellt wurde und ausschließlich auf Sonderfahrten eingesetzt wird. Während ihres Staatsbesuchs 2004 fuhr die britische Königin Elisabeth II. damit von Berlin nach Potsdam.
Die französische Staatsbahn SNCF setzte in den 1960er- und 1970er-Jahren zehn Diesel-Aussichtstriebwagen der Baureihe X 4200 ein.
Bei der Stadtbahn Karlsruhe sind einige achtachsige Gelenktriebwagen der Typen GT8-80C und GT8-100D/2S-M mit einem sogenannten Komfort-Mittelteil ausgestattet. Dieses ist mit einer Dachrandverglasung ausgestattet und verfügt über eine bequemere Innenausstattung.